# Rapimenti turchi in Islanda

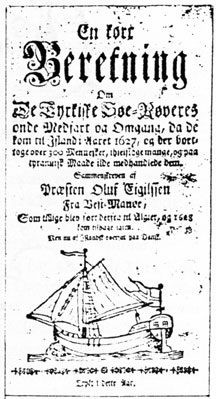
Il libro di Ólafur Egilsson sulla sua esperienza.

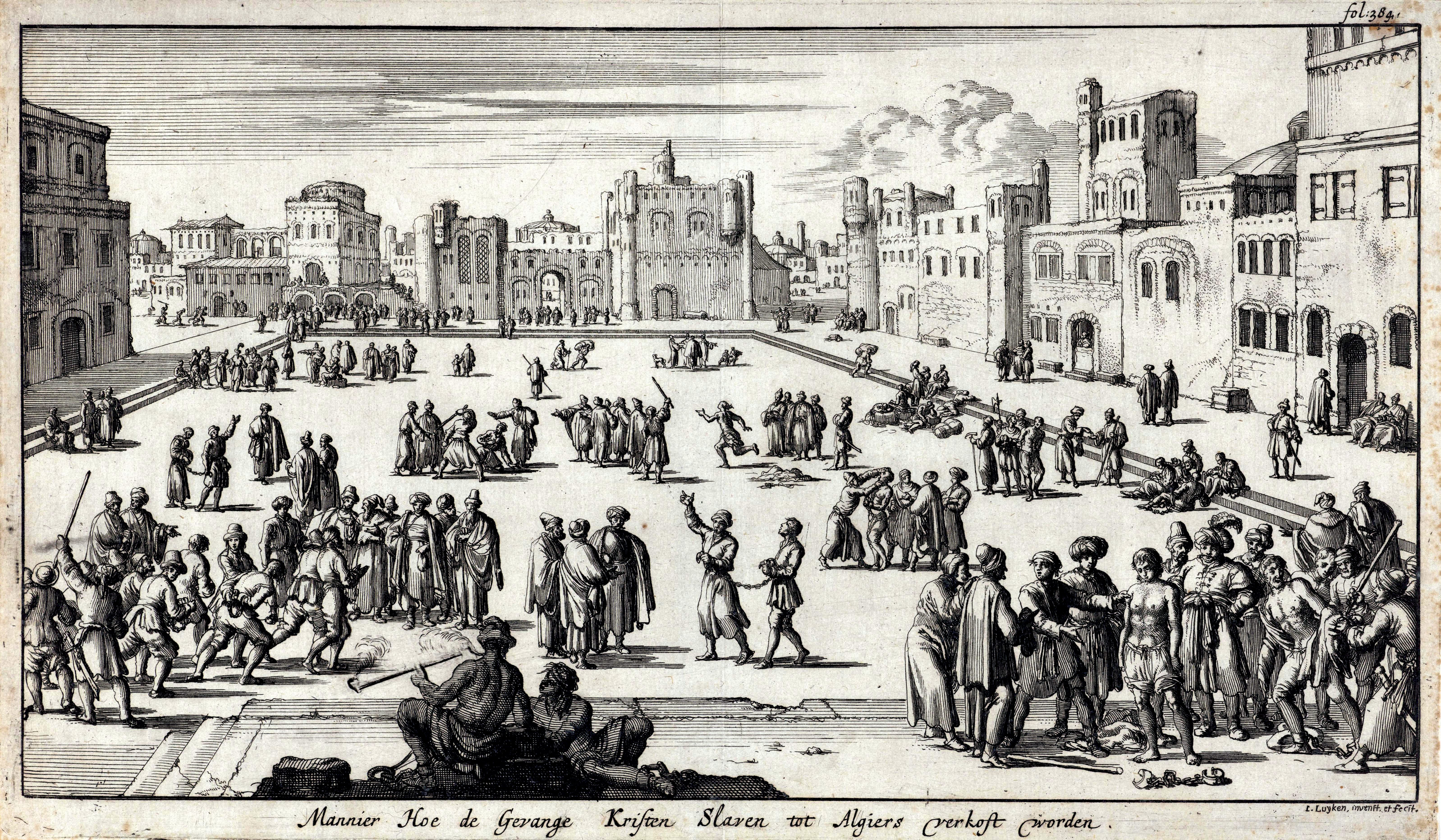
Mercato degli schiavi ad Algeri, 1684

I rapimenti turchi (in islandese Tyrkjaránið) furono una serie di incursioni schiaviste da parte dei corsari barbareschi avvenute in Islanda nell'estate del 1627. I corsari provenivano dalle città di Algeri (nell'odierna Algeria) e Salé (nell'odierno Marocco) e fecero le loro incursioni a Grindavík, nei fiordi orientali e a Vestmannaeyjar. Circa 50 persone rimasero uccise e quasi in 400 furono catturate e vendute nel mercato degli schiavi. Dai 9 ai 18 anni successivi ai rapimenti, venne infine pagato un riscatto per il ritorno di 50 persone.
L'etichetta "turco" non si riferisce alla Turchia; all'epoca era un termine generico per tutti i musulmani nella regione mediterranea poiché la gran parte del Maghreb era compresa nell'Impero ottomano.

## Raid
I corsari barbareschi arrivarono in Islanda in due gruppi: il primo proveniva da Salé e il secondo, che arrivò un mese dopo, proveniva da Algeri. Il comandante del gruppo di Salé era un noto olandese di nome Murat Reis, che si adoperò alla pirateria dopo essere stato catturato egli stesso dai pirati.

### Grindavík
Il 20 giugno 1627 il gruppo di Salé fece l'incursione nel villaggio di pescatori di Grindavík. Catturarono tra i 12 e i 15 islandesi e un numero simile di marinai danesi e olandesi. Due persone di Grindavík morirono. I corsari catturarono anche due navi e ne saccheggiarono una terza.
Le navi salparono in seguito per Bessastaðir (sede del governatore danese dell'Islanda) per fare irruzione ma non furono in grado di effettuare uno sbarco. Si ritiene che siano stati contrastati dal fuoco dei cannoni dalle fortificazioni locali (Bessastaðaskans) e da un gruppo di lancieri rapidamente radunati dalla penisola meridionale.
I corsari tornarono verso casa e vendettero i loro prigionieri al mercato degli schiavi di Salé.

### Fiordi orientali
Il secondo gruppo di predoni, quello di Algeri, saccheggiarono nei fiordi orientali dal 5 al 13 luglio 1627. Catturarono una nave mercantile danese e la affondarono. Furono catturati un totale di 110 islandesi, principalmente provenienti da Berufjörður e Breiðdalur, insieme all'equipaggio della nave mercantile danese catturata. Presero inoltre bestiame, argento e altri beni.
A nord di Fáskrúðsfjörður, sferzavano forti venti e decisero di virare per navigare lungo la costa meridionale dell'Islanda. In quel periodo, un'altra nave pirata si unì a loro e catturarono anche un peschereccio inglese.

### Vestmannaeyjar
Poiché non vi erano porti o siti di sbarco lungo la costa meridionale, le tre navi arrivarono infine il 16 luglio a Vestmannaeyjar, un gruppo di isole al largo della costa. Fecero le incursioni nel villaggio e nell'intera isola principale per tre giorni, catturando 234 persone e uccidendone 34, tra i quali uno dei ministri dell'isola. Coloro che opposero resistenza furono uccisi, così come alcune persone anziane e inferme. Furono inoltre bruciati gli edifici del mercato e la chiesa. Il 19 luglio le navi lasciarono Vestmannaeyjar e fecero ritorno ad Algeri.

## La vita negli Stati barbareschi
Quando raggiunse Algeri, il comandante della città-stato selezionò per sé diversi individui, mentre il resto fu venduto al mercato degli schiavi. Molti morirono di malattie dopo aver raggiunto l'Africa. Quasi 100 persone si convertirono all'Islam, per lo più giovani. Otto anni dopo vi erano 70 islandesi documentati che erano ancora cristiani.
Alcune lettere scritte dai prigionieri arrivarono in Islanda. Guttormur Hallsson, un prigioniero della regione orientale, disse in una lettera scritta in Barbaria nel 1631:
"C'è una grande differenza qui tra i maestri. Alcuni schiavi in cattività diventano padroni buoni, gentili o intermedi, ma alcuni sfortunati si trovano con tiranni selvaggi, crudeli e duri di cuore, che non smettono mai di trattarli male e che li costringono a lavorare e faticare con abiti scarni e poco cibo, legati in catene di ferro, dalla mattina alla sera."
Il nobile francese Emanuel d'Aranda afferma nel suo libro, Relation de la captivité et la liberté du sieur (1666), a proposito del suo periodo come schiavo del corsaro barbaresco Ali Bitchin, che un compagno islandese prigioniero ad Algeri gli disse che 800 persone erano state rese schiave. Questo numero non è concorde con nessuna fonte islandese.

## Ritorno
Ólafur Egilsson, un ministro di Vestmannaeyjar, fu liberato ad Algeri in modo che potesse andare a raccogliere i fondi per pagare il riscatto. Arrivò alla fine a Copenaghen ma la raccolta dei fondi fu lenta.
Il primo grande riscatto fu pagato nove anni dopo i rapimenti, quando 34 islandesi furono portati da Algeri. Sei morirono sulla via del ritorno, uno venne lasciato a Glückstadt. Altri erano tornati usando altri metodi. Nel 1645 fu pagato un riscatto per altre 8 persone, che tornarono a Copenaghen. In totale 50 persone ottennero la libertà, ma non tutte tornarono in Islanda. La prigioniera più preminente si chiamava Guðríður Símonardóttir, la quale tornò in Islanda e sposò in seguito Hallgrímur Pétursson, uno dei poeti più famosi d'Islanda.

## Eredità storica
In Islanda, i rapimenti turchi sono visti come un evento importante e ancora spesso discusso, ma al di fuori del paese l'evento è praticamente poco conosciuto.
All'epoca furono scritti diversi lavori dettagliati sull'evento; uno dei principali era il racconto di Ólafur Egilsson (Reisubók Ólafs Egilssonar) che è stato tradotto e pubblicato in lingua inglese nel 2008; alcuni passi relativi all'Italia sono stati tradotti in italiano e commentati. I rapimenti erano visti come una punizione di Dio per lo stile di vita peccaminoso dell'Islanda. Essi rappresentano l'unico attacco di tipo bellico all'Islanda che ha provocato vittime.